# Robert Lynd
Robert Staughton Lynd, född den 26 september 1892 i New Albany, Indiana, död den 1 november 1970, var en amerikansk sociolog.

## Biografi
Lynd fick sin utbildning på college vid Princeton University 1910-1914. Under åren 1919, 1920, 1921 och 1933 deltog han vidare i kurser vid New School for Social Research. Från september 1920 till 1923 deltog han i Union Theological Seminary i New York, som gav honom en kandidatexamen i teologi 1923. Åren 1921-1931 arbetade han periodvis på college vid Columbia University, där han tog en doktorsexamen i sociologi 1931 på en förkortad version av studien av Middletown som avhandling.
Lynd var medlem i ett antal vetenskapliga sällskap inom sociologisk antropologi och ekonomi, till exempel AAAS, American Social Society, American Statistics Society och American Ekonomics Association.

## Verk
Mest känd är Lynd för att tillsammans med sin fru Helen Lynd ha publicerat de banbrytande "Middletown"-studierna av Muncie, Indiana - Middletown: En studie i samtida amerikansk kultur (1929) och Middletown i förändring (1937), som är klassiker inom amerikansk sociologi. Muncie var det första samhället som undersöktes systematiskt av sociologer i USA.